# Brachymeria carbonaria
Brachymeria carbonaria is een vliesvleugelig insect uit de familie bronswespen (Chalcididae). De wetenschappelijke naam is voor het eerst geldig gepubliceerd in 1906 door Zehntner.